# Govert Ritmeester
Govert Ritmeester (Zwolle, 29 december 1883 - 's-Gravenhage, 27 februari 1966) was een Nederlands politicus. Namens de Volkspartij voor Vrijheid en Democratie was hij onder meer lid van de Tweede Kamer.

## Biografie
Ritmeester was een belastingambtenaar, die net als zijn vader, al jong gemeenteraadslid was. Hij was burgemeester van Den Helder in de bezettingstijd. Hij hielp in de Tweede Wereldoorlog illegale werkers en agenten uit Engeland en leverde de illegaliteit in 1942 gedetailleerde informatie over de stellingen van de Duitsers in Den Helder. In 1943 was Ritmeester geïnterneerd in het Oranjehotel in Scheveningen en vanaf 8 mei 1943 in Sachsenhausen en Buchenwald. Na de oorlog keerde hij nog vijf jaar terug als burgemeester van Den Helder.
Ritmeester ging als vrijzinnig-democraat en volgeling van mr. Oud in 1948 over van de PvdA naar de VVD. Hij maakte als Tweede Kamerlid naam in een affaire rond ondeugdelijk defensiematerieel (de helmenaffaire van 1958). Hij hield zich als Kamerlid behalve met defensie bezig met diverse onderwerpen en in het bijzonder met binnenlandse zaken. Zijn spreeksnelheid dreef de stenografen soms tot wanhoop.
- Biografisch Portaal: 04816296
- Library of Congress Control Number: no2015166243
- Parlement.com: vg09ll5ux9yz
- Virtual International Authority File: 270145542803996642171